# Короненко Світлана Анатоліївна
Короне́нко Світла́на Анато́ліївна (16 липня 1960 року, м. Фастів, Київська область, УРСР, СРСР) — українська письменниця і журналістка. Живе і працює у Києві.

## Життєпис
Народилася в інтернаціональній родині. Батько — українець, мама — білоруска. Перші вірші написала у 5 класі. Друкувалася у фастівській міськрайонній газеті «Перемога». Була учасницею літературної студії при редакції газети.
Закінчила Фастівську середню школу № 9 (тоді  — російську).
З 1979   — студійка літературної студії, якою керував поет Володимир Забаштанський.
Після першої вибухової публікації віршів з  передмовою Івана Драча у «Літературній Україні» (1978)  про молоду поетесу вже писали як про «нашу Рембо».
Була учасницею  Восьмої всесоюзної наради молодих письменників 1984 року у Москві. Тоді ж стала лауреаткою премії московського журналу «Юность» за добірку перекладених російською мовою віршів.
Світлана Короненко — одна з яскравих представниць  плеяди «вісімдесятників», її вірші є в антології молодої поезії «Вісімдесятники», укладеної і виданої Ігорем Римаруком в Едмонтоні в 1990 році.
Закінчила факультет журналістики Київського університету (спеціалізація радіожурналістика) (1985).
1982 видала першу поетичну книжку «Сузір'я веснянок» у видавництві «Радянський письменник». І відразу була прийнята до Спілки письменників з рекомендаціями Івана Драча, Ірини Жиленко, Володимира Забаштанського.
Видала ще дві поетичні книжки «Голос дощу» (видавництво «Молодь»,1988)  і  «Під світлом  летючих псів» (видавництво «Радянський письменник», 1991).

### Після 2000-го
2000 року — перше поетичне вибране  «Ворожба на віршах» у  київському видавництві «Ярославів Вал». 2003 року в Росії вийшла поетична  книжка Світлани Короненко «Ворожба на виршах»  у перекладі російською  Миколи Іванова.
Після 2000 року всі книжки С. Короненко виходять у видавництві «Ярославів Вал».
З кінця 90-х і до 2016 року віршів не писала.
Поетичні книжки «Нічний політ»(2009) ї «Зі старого манускрипту» (2014) — це вибрані твори поетеси.
2017-го, після тривалої поетичної перерви, виходить поетична книжка «Вірші з осені». Вона являє собою вже «іншу» Світлану Короненко. Якщо рання Короненко писала білі вірші і верлібри, то Короненко зразка 2017-го — це вже поетеса класичного римованого вірша, часто експериментального.
2018-го виходить поетична книжка «Дебора», 2019-го — «Містерії», 2020-го — «Замовляння на білоруську мову».
На вихід кожної книжки з'являються численні захоплені рецензії, а кожна презентація збирає повні зали слухачів. На її вечорах виступають Дмитро Павличко, Світлана Йовенко, Любов Голота, Павло Мовчан, Василь Герасим'юк, Теодозія Зарівна, Валентина Давиденко, Олена О'Лір, Надія Гаврилюк, Валерій Корнєєв… А вечори ведуть Микола Жулинський, Іван Малкович, Наталка Сумська…

### Співпраця з благодійним фондом «Ліга українських меценатів»
З 1999 року розпочала співпрацю з фондом. З 2000-го стала літописцем Міжнародного конкурсу з української мови імені Петра Яцика. https://mon.gov.ua/ua/osvita/zagalna-serednya-osvita/uchnivski-konkursi/mizhnarodnij-konkurs-z-ukrayinskoyi-movi-imeni-petra-yacika
Численні світлини і відео з усіх двадцяти конкурсів, інтерв'ю з президентом Ліги українських меценатів Володимиром Загорієм  та багатьма учасниками, організаторами і меценатами цього, вже легендарного, патріотичного марафону можна знайти в багатьох періодичних — як українських, так і закордонних — паперових виданнях та в інтернеті. Зокрема, газета Урядовий кур'єр за 2020 
Брала інтерв'ю у Петра Яцика і його доньки Наді Яцик.
Про Петра Яцика написала спогад, оприлюднений у книжці спогадів про нього «Меценат, який не відмовився бути українцем» (видавництво «Ярославів Вал»,2003).

### Українське радіо
З 1993 року працює на Українському радіо.
Працювала в літературній редакції Всесвітньої служби Радіо Україна (1993—1995), готуючи мистецькі програми для українців діаспори.
З 1995 р. — у літературній редакції Творчого об'єднання мистецьких програм, згодом — радіо Культура: редактором, заступником завідувача літературної редакції, заступником директора радіо Культура.
Вела багато прямих ефірів.
Готувала програми з найзнаковішими письменниками України — Павлом Загребельним, Іваном Драчем, Миколою Вінграновським, Володимиром Дроздом, Анатолієм Дімаровим та багатьма іншими.
Сотні поетичних програм з творами  українських і закордонних поетів, підготовлених редактором Світланою Короненко, прозвучали в ефірі Українського радіо, як на Першій програмі УР, так і на Третій.
2006 року Українське радіо започаткувало Перший всеукраїнський конкурс радіоп'єс під девізом «Відродимо забутий жанр». Світлана Короненко була головою оргкомітету і «мотором» цього унікального проєкту. Конкурс мав великий резонанс  і щороку організатори отримували сотні робіт. До журі конкурсу входили відомі письменники і актори (Наталка Сумська, Анатолій Хостікоєв, Лариса Хоролець та ін.), а головою журі був Михайло Слабошпицький.
Нагородження переможців конкурсу щоразу перетворювалися на справжні мистецькі дійства й відбувалися наживо в Будинку звукозапису Українського радіо.
Чотири конкурси справді відродили на УР жанр радіоп'єси, і сьогодні у його фондах вже зберігаються десятки радіопостановок сучасних радіодраматургів, переможців конкурсу, у виконанні багатьох провідних акторів сучасності.
З 2021 року, після смерті чоловіка Михайла Слабошпицького, працює виконавчою директоркою Благодійного фонду «Ліга українських меценатів» і директоркою видавництва «Ярославів Вал». Веде проєкт «Міжнародний конкурс з української мови імені Петра Яцика».
Переклади
- «Створення світу триває», збірка українських верлібрів румунською мовою. Твори 30 авторів.[5]
- «Чоловік, жінка і парасоля», збірка українських верлібрів азербайджанською мовою. Твори 30 авторів.[6]
- Окремі вірші перекладені російською і грузинською мовами.[7]
- перекладено вірш білоруською мовою.[8]

## Творчість
- 1982 — «Сузір'я веснянок» (видавництво «Радянський письменник»);
- 1988 — «Голос дощу» (видавництво «Молодь»);
- 1991 — «Під світлом  летючих псів» (видавництво «Радянський письменник»);
- 2000 — «Ворожба на віршах» (видавництво «Ярославів Вал»);
- 2003 — «Від цього залежить якість життя. Поради лікаря Берсенєва. Володимир Берсенєв. Тримаю удар»;
- 2003 — «Мертва кров.» Готичний роман Михайлина Омела (Світлана Короненко);
- 2009 — «Нічний політ»;
- 2014 — «Зі старого манускрипту» — вірші та есеї;
- 2017 — «Вірші з осені» - поетична збірка;
- 2018 — «Дебора» - вірші;
- 2019 — «Містерії» - вірші;
- 2020 — «Замовляння на білоруську мову» - поетична збірка;
- 2024 — «Поезії»;
- 2024 — «Біблія борщу, або трохи таємниць з української національної кулінарії. Рецепти борщу з кулінарних, етнографічних, художніх книг 1584-2022 рр. з коментарями.» [9]

## Відзнаки
- 2006 — премії ім. Д. Нитченка[10]
- 2008 — премії імені Володимира Свідзінського,[11] імені Івана Франка,[12] ім. Г.Сковороди[11]
- 2009 — Орден Святого Миколая Чудотворця (УПЦ КП)[13]
- 2010 — премії імені Михайла Коцюбинського,[11] мистецька премія «Київ»,[11] імені Олекси Гірника,[11] імені Миколи Гоголя «Тріумф»,
- 2017 — премія імені Василя Симоненка[14]
- «Дебора» — найкраща українська книжка 2018 року за версією ПЕН (українська поезія)[15]
- 2019 — премії «Золотий Лев», імені Володимира Сосюри,[16] газети «Літературна Україна» за найкращу поетичну публікацію 2019 року
- 2020 — премія імені Олекси Влизька,[17] імені Івана Багряного[18]
- Орден святої великомучениці Варвари

## Аудіозаписи
Світлана Короненко. "Замовляння" ("Говори про любов!..") : https://www.youtube.com/watch?v=SXGRXE_Pv0k